# Macrosiagon meridionale
Macrosiagon meridionale is een keversoort uit de familie waaierkevers (Rhipiphoridae). De wetenschappelijke naam van de soort is voor het eerst geldig gepubliceerd in 1859 door Costa.